# Neurath (Grevenbroich)

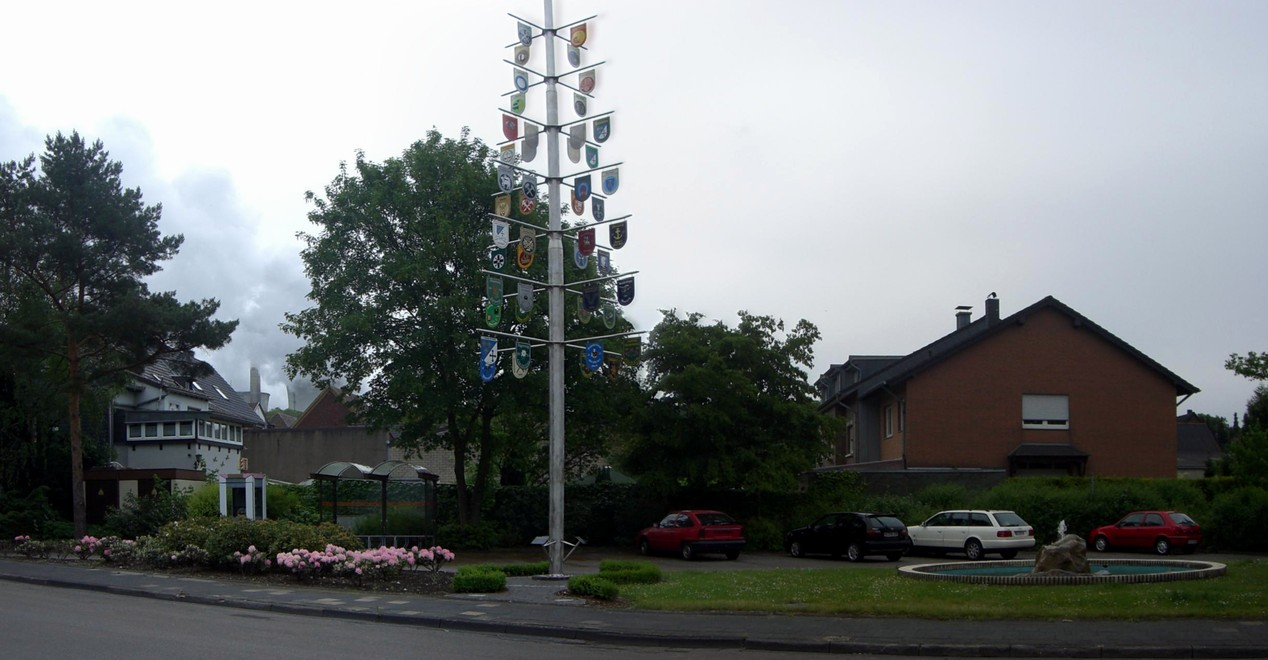
Vereinsbaum in der Ortsmitte

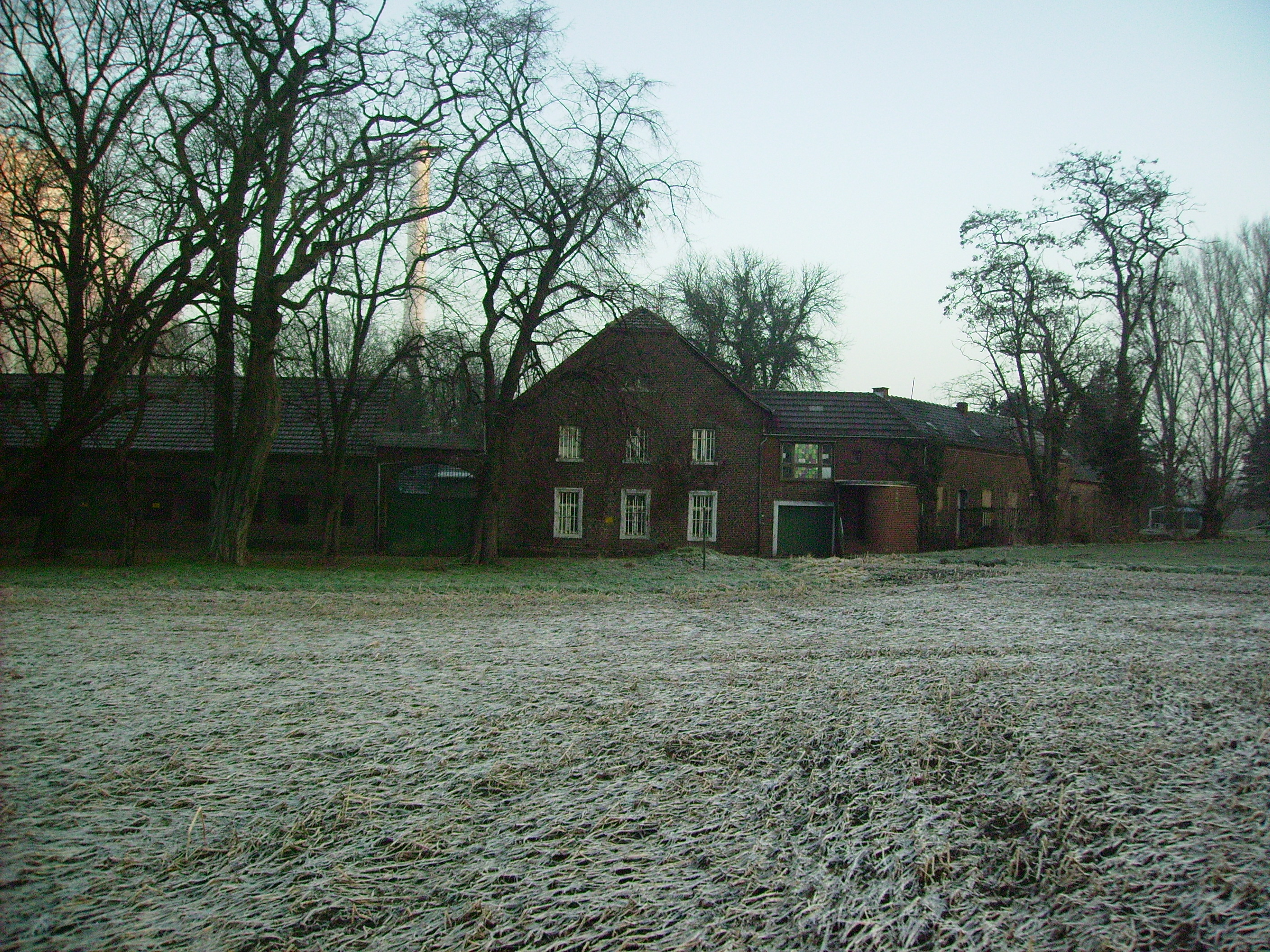
Gut Nanderath

Neurath ist der südlichste Ort in der Stadt Grevenbroich in Nordrhein-Westfalen.

## Geografische Lage
Mit Frimmersdorf bildet es gleichzeitig die Grenze des Rhein-Kreises Neuss und des Regierungsbezirks Düsseldorf zum benachbarten Rhein-Erft-Kreis (Regierungsbezirk Köln).

## Geschichte
Die erstmalige urkundliche Erwähnung war im Jahre 1253. Die ältesten Teile der römisch-katholischen Pfarrkirche St. Lambertus stammen aus dem 12. Jahrhundert. 1465 wurde Gut Nanderath erstmals urkundlich erwähnt. Neurath war bis 1794 ein Teil des Amtes Grevenbroich im Herzogtum Jülich. 1794 wurde der Ort von französischen Soldaten besetzt, und es wurde die Commune Neurath gebildet, die der Mairie Frimmersdorf angehörte und damit ein Teil des Kantons Elsen war. 1815 entstand die Gemeinde Neurath im Kreis Grevenbroich im Regierungsbezirk Düsseldorf in der preußischen Rheinprovinz.
Um 1880 hatte Neurath 680 Einwohner in 145 Häusern und sechs Höfen, die vor allem in der Landwirtschaft arbeiteten. Durch die zufällige Entdeckung von Braunkohle bei dem Bau eines Brunnens im Jahr 1858 wuchs der Ort mit der Braunkohleindustrie im Tagebau Neurath. Am 1. Juli 1969 schlossen sich die selbstständigen Gemeinden Frimmersdorf und Neurath zur neuen Gemeinde Frimmersdorf zusammen. Seit dem 1. Januar 1975 ist Neurath ein Stadtteil der Stadt Grevenbroich.
Neurath und Frimmersdorf wachsen heute immer mehr zusammen. Fast alle Vereine, so z. B. der Fußballverein SG Frimmersdorf/Neurath, sowie die Grundschule und der Kindergarten werden gemeinsam betrieben. In den kommenden Jahren sind Neubaugebiete geplant, welche die Orte noch mehr zusammenwachsen lassen.

### Bevölkerungsentwicklung
- 1880: 0680
- 1910: 1006
- 1930: 1428
- 1933: 1424
- 1939: 1375
- 1961: 2043[4]
- 2003: 2303
- 2010: 2185
- 2011: 2126
- 2012: 2151
- 2013: 2196
- 2014: 2210
- 2015: 2291
- 2016: 2268
- 2017: 2305
- 2018: 2317
- 2021: 2275[5]
- 2022: 2429[5]

## Bilder im Wandel der Zeit

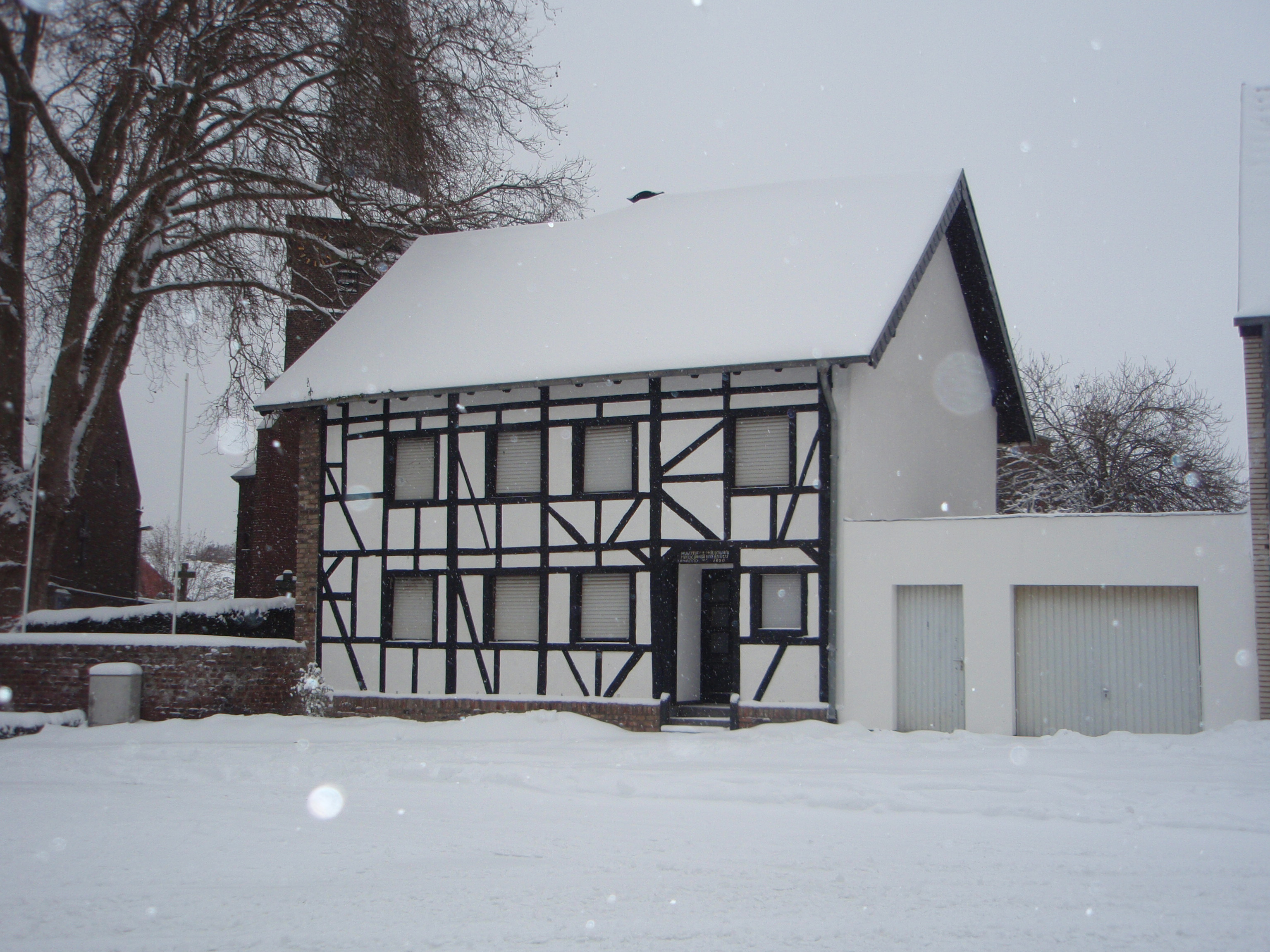
Fachwerkhaus im Zentrum von Neurath

Eines der ältesten Fachwerkhäuser in Neurath (Baujahr um 1800) befindet sich mitten in Neurath neben der Kirche. Diese ist komplett restauriert worden und befindet sich jetzt in hervorragendem Zustand, was zu einem kleinen optischen Anzugspunkt in Neurath gehört.

## Wirtschaft und Infrastruktur
Auf dem Gebiet von Neurath steht das Kraftwerk Neurath, das 2012 um zwei weitere Blöcke („BoA 2 und 3“) erweitert wurde. Neben dem Kraftwerksgelände befindet sich ein Gewächshauspark mit 11 ha Fläche für den Anbau von Tomaten, der mit Fernwärme des Kraftwerks betrieben wird. Rund um Neurath existieren darüber hinaus auch Anlagen zur Gewinnung Regenerativer Energie wie die Photovoltaikanlage am Neurather See und der Windpark auf der Neurather Kippe. Beide Anlagen wurden als beispielhaft in die Straße der Energie aufgenommen.
Neurath liegt verkehrsgünstig an der Energiestraße (L 375) (Anschluss an Autobahn A 46 Richtung Düsseldorf/Aachen und an die B 59 Richtung Köln) sowie an der L 116 (Anschluss an die Autobahn A 61 Richtung Venlo/Koblenz). Die Buslinien 891 und 865 halten an drei Haltestellen im Ort.

## Freizeit
Im Zuge der Rekultivierung des Braunkohle-Tagebaus Neurather Nord im Rheinischen Braunkohlerevier wurde ein Landschaftsschutzgebiet mit dem Neurather See geschaffen. Ebenfalls im Zuge der Rekultivierung ist die Neurather Kippe entstanden. Beide Rekultivierungen eignen sich bestens zum Wandern und Radfahren.
Auf dem Gelände des ehemaligen Wellenfreibads Neurath befindet sich der Kinder-Freizeitpark "Bobbolandia". Dieser wurde im Juni 2015 eröffnet. Das Gelände wurde als Piratenland mit zahlreichen Klettergerüsten und Spielgeräten ausgestattet. Auch die ehemaligen Schwimmbecken wurden in den Park integriert. Vorher wurde das Gelände nach über zehn Jahren Leerstand in einen Angelsportpark umgewandelt. Danach nutzte eine Künstlergruppe die Räumlichkeiten.
Fest im Dorfleben integriert ist der Bürgerschützenverein Neurath. Dieser richtet zahlreiche Feste im Dorf aus und feiert sein jährliches Schützenfest am zweiten September-Wochenende. Zu einem Highlight im Dorf gehört der Klompenumzug am Schützenfest-Montag. Es kommen von weit her Menschen, um den Umzug zu sehen. Er besteht aus mittlerweile 50 Zügen und ist somit der größte Klompenumzug im Umkreis.
In unmittelbarer Nähe zu Neurath befinden sich außerdem noch ein Golfplatz und eine Motocross-Strecke.
Ebenfalls ins Dorfleben integriert und auf eine lange Tradition zurückblickend ist die Freiwillige Feuerwehr. Die Einheit Neurath wurde 1932 gegründet und hatte ihr Feuerwehrhaus unter dem Haus Neurath. Am 1. März 2014 ist die Einheit aus Neurath mit der Einheit aus Frimmersdorf zusammengelegt worden. Das gemeinsame Feuerwehrhaus steht nun auf der Frankenstraße. Von hier rückt die Feuerwehr nun gemeinsam als neue Einheit Frimmersdorf-Neurath aus.

## Vereine
- Fußballverein „SG Frimmersdorf/Neurath“
- Bürgerschützenverein Neurath – Bruderschaft im Bund der historischen deutschen Schützenbruderschaften
- Angelverein ASV-Glückauf Neurath
- Freiwillige Feuerwehr
- Tennisverein „Rot-Weiß Frimmersdorf-Neurath e.V“
- Sportschießen (unter dem ehemaligen Schwimmbad)
- Turnverein
- Gartenbauverein Neurath

## Öffentliche Einrichtungen
- Kindergarten
- Jugendtreff
- Sportplatz und Bolzplatz

## Persönlichkeiten
- Wilhelm Clemens (1847–1934), in Neurath geborener Maler und Kunstsammler
- Maik Odenthal (* 1992), in Neurath aufgewachsener Fußballprofi[8]
- Daniel Rinkert (* 1987), in Neurath geborener Bundestagsabgeordneter